# District de Cư Jút
Cư Jút est un district de la province de Đắk Nông dans les hauts Plateaux du Centre au Viêt Nam. 

## Géographie
La superficie du district est de 719 km2. 
Le chef-lieu du district est Ea T'Ling.